# Charles Korvin
Charles Korvin, född Géza Korvin Kárpáthy 21 november 1907 i Pöstyén, Österrike-Ungern, död 18 juni 1998 i Manhattan, New York, var en ungersk-amerikansk skådespelare. Han flyttade till Paris 1930, och kom till USA 1940. Han debuterade på Broadway 1943, och fick strax därpå filmkontrakt hos Universal Pictures. Han spelade huvudroller i några filmer under resterande delen av 1940-talet, flera tillsammans med Merle Oberon, men karriären avbröts då han vägrat svara på frågor av House Un-American Activities Committee rörandes egna eller andras kommunistsympatier. Korvin blev en av många skådespelare som svartlistades i filmbranschen, men kunde under 1950-talet arbeta som TV-skådespelare. Han återkom senare sporadiskt till filmen.

## Filmografi, urval
- 1944 – Arsène Lupin - gentlemannatjuv
- 1945 – För evigt din
- 1946 – Bella Donna
- 1948 – Berlin Express
- 1950 – Storstad i fara
- 1965 – Narrskeppet